# Ficha S
En Francia, una ficha S es una ficha señalizadora del fichero de personas investigadas. La letra S es la abreviatura de «seguridad del Estado». Las fichas S son emitidas principalmente por la Dirección General de Seguridad Interior (DGSI) del Ministerio del Interior.
La ficha S es subdividida en varios niveles materializados por cifras, que van desde « S1 » a « S16 ». Este nivel no corresponde a la peligrosidad de una persona, sino más bien a las acciones a emprender por el miembro de las fuerzas del orden que controlan a esta persona.
Mohammed Merah estaba fichado S5. En 2015, 850 combatientes yihadistas que vuelven de Irak o de Siria, de los cuales 140 que han residido o continúan residiendo todavía en Francia están fichados S14.

## Explotación
Este fichero contiene nombres tanto de personas condenadas como de personas inocentes.[cita requerida] Esta mezcla levanta un debate sobre la utilización de las fichas: ¿hay que impedir a los fichados trabajar en el sector público, someterlos a un seguimiento judicial (ir varias veces por día a la comisaría), incluso aprisionar administrativamente (lo que significa cautelarmente) a las personas fichadas pero con presunción de inocencia? Varios responsables políticos[¿quién?] están a favor a estas medidas, mientras que otros[¿quién?] temen al contrario que los parientes ya no denuncien a sus hijos y sus cercanos.[cita requerida]
El primer ministro francés Manuel Valls afirmó el 24 de noviembre de 2015 que 20 000 personas hacían el objeto de una ficha S en Francia, de ellos 10 500 por su pertenencia o vínculo con el movimiento islamista (yihadistas, salafistas, etc.).
Las demás personas fichadas S son otros terroristas (Partido de los trabajadores de Kurdistán (PKK), la liga relacionada con movimientos tamiles, la rama militar del Hezbolá, de los ecologistas zadistas (activistas de Notre-Dame-des-Landes-), de los hooliganes (fanático de fútbol un poco turbulento, "barrabravas"), miembros del Bloque negro, miembros de la extrema derecha o izquierda, etc.

## Algunas personas fichadas S
- Mehdi Nemmouche : islamista sospechoso de ser el autor del atentado del Museo judío de Bélgica.[6]
- Mohammed Merah : islamista que perpetró las matanzas de marzo de 2012 en Toulouse y Montauban.[7]
- Sid Ahmed Ghlam : estudiante argelino puesto en custodia para el asesinato de Aurélie Châtelain.[8]
- Ismaël Omar Mostefaï,[9] con Samy Amimour, y Foued Mohamed-Aggad : los tres autores islamistas de los atentados del 13 de noviembre de 2015 .[10][11]
- Chérif y Saïd Kouachi : dos islamistas autores del atentado contra Charlie Hebdo.[12]
- Ayoub El Khazzani : autor del atentado del tren Thalys el 21 de agosto de 2015.[13]
- Amedy Coulibaly : islamista que participó en los atentados de enero de 2015 en .[14]
- Yassin Salhi : autor del homicidio de su jefe en Isère,[15][16]
- Romain Caillet : investigador convertido al islam, especialista de las redes islámicas.[17]
- Larossi Abballa : autor del homicidio de una pareja de policías en Magnanville.[18]